# Комар, Владислав
Влади́слав Ко́мар (пол. Władysław Komar, 11 апреля 1940, Каунас — 17 августа 1998) — польский толкатель ядра, олимпийский чемпион 1972 года. Один из двух поляков в истории, побеждавших в толкании ядра на Олимпийских играх.

## Биография

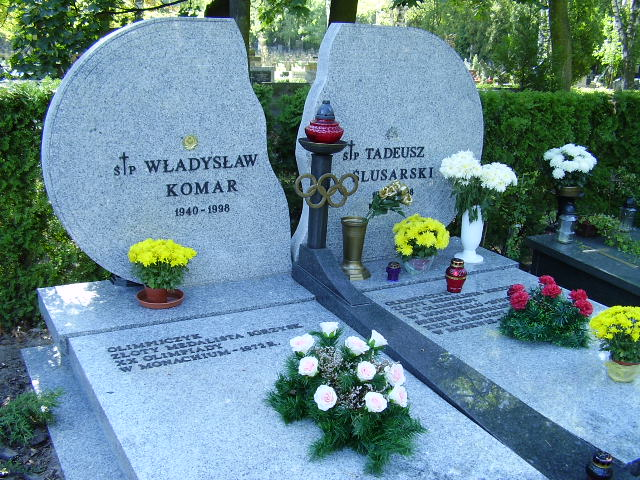
Могила Комара

Из шляхетского рода Комаров герба Комар, который упоминается в Великом княжестве Литовском с XV века. Его мать Ванда Ясеньская была членом польской сборной по толканю ядра, рекордсменкой Польши, отец, тоже Владислав, был членом сборной Литвы по прыжкам в высоту. После смерти отца семья переехала в Польшу, где Владислав на несколько лет попал в детский дом.
Олимпийский чемпион 1972 года; призёр чемпионата Европы (1966, 1971); 14-кратный чемпион Польши, 16-кратный рекордсмен Польши. В 1963 был рекордсменом Польши по десятиборью.
Во время вручения олимпийских медалей Комар плакал.
После завершения спортивной карьеры снимался в нескольких фильмах. Кандидат в польский парламент на выборах 1993 года от Самообороны, как член Партии любителей пива.
Погиб 17 августа 1998 года в автокатастрофе вместе с Тадеушем Слюсарским недалеко от Волина.

## Фильмография
- 1975 — Казимир Великий / Kazimierz Wielki — Владзё, слуга Борковица
- 1979 — Украденная коллекция / Skradziona kolekcja — водитель «Фиата»
- 1985 — Пираты / Pirates (США, Франция) — Иезус
- 1986 — Борис Годунов (СССР, Чехословакия, ГДР, Польша) — Собаньский
- 1987 — В клетке / W klatce — муж хозяйки
- 1987 — Магнат / Magnat — экскурсовод
- 1987 — Маримонтская соната / Sonata marymoncka — крёстный отец Рысека
- 1987 — Рассказ Харлея / Opowieść Harleya — работник Витека
- 1988 — И скрипки умолкли / I skrzypce przestały grać — Домбровский
- 1990 — Скажи мне, Рокфеллер! / Mów mi Rockefeller — в роли самого себя
- 1993 — Тайна вагона № 13 / Tajemnica trzynastego wagonu — Александр Галинимов
- 1995 — Кровь невинных младенцев / Blood Of The Innocent (США, Польша) — грабитель
- 1997 — Киллер / Kiler — «Ушат», заключённый
- 1998 — Проститутки / Prostytutki — «Шогун», охранник в «Гейше»